# Peter van Dammartin
Peter van Dammartin (overleden op 13 september 1106) was van 1103 tot aan zijn dood graaf van Dammartin. Hij behoorde tot het huis Dammartin-en-Goële.

## Levensloop
Peter was een zoon van graaf Hugo I van Dammartin en Rohese de Clare, vrouwe van Bulles. Hij was de laatste graaf van Dammartin uit de bloedlijn van zijn grootvader Manasses.
Hij was een beschermer van de priorij van Saint-Leu d'Esserent en verkocht in 1104 de wijngaarden van Dammartin aan deze priorij.
Zijn echtgenote was ene Stephanie, afkomstig uit een onbekende familie. Ze kregen twee zonen: Hugo II en Lancelin, heren van Dammartin. 
Na zijn dood in 1106 werd Peter als graaf van Dammartin opgevolgd door zijn schoonbroer Alberic van Mello